# Spin (propaganda)

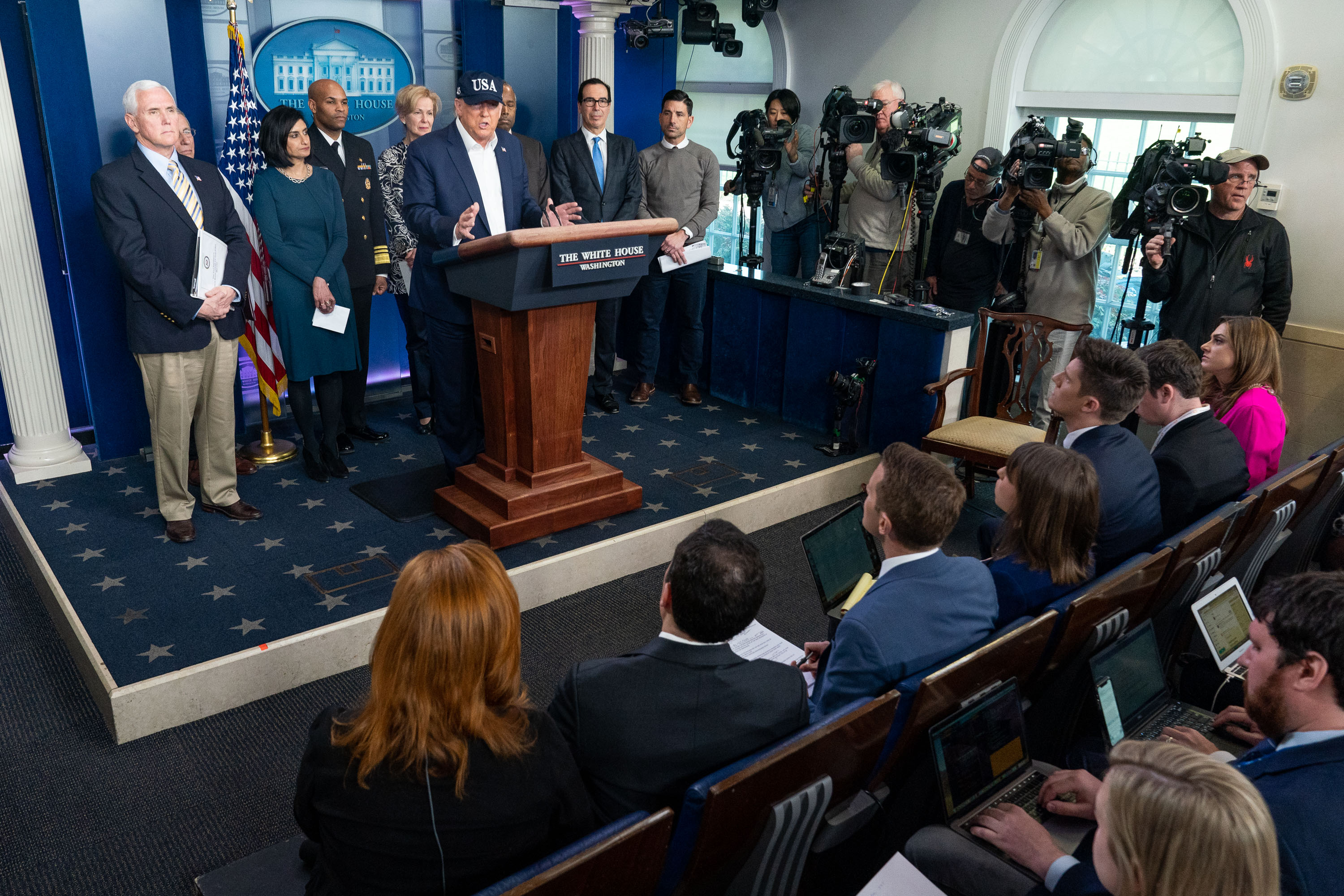
Figuras públicas usam coletiva de imprensa com tanta frequência como forma de controlar o momento e a especificidade de suas mensagens à mídia que as instalações dessas coletivas foram apelidadas de "sala de manipulação".

Em relações públicas e política, spin é uma forma de propaganda, obtida por meio da apresentação intencionalmente tendenciosa de um evento. Embora as relações públicas tradicionais e a publicidade possam gerenciar a apresentação de fatos, o termo "spin" geralmente implica o uso de táticas desonestas, enganosas e de manipulação psicológica.
Devido à associação frequente entre o spin e coletivas de imprensa (especialmente aquelas do governo), a sala onde essas conferências acontecem às vezes é descrita como uma "sala de manipulação". Assessores de relações públicas, pesquisadores de opinião e consultores de mídia que desenvolvem mensagens enganosas podem ser chamados de "mestres do spin" ou "doutores do spin".
Uma tática padrão usada no "spin" é reformular ou modificar a percepção de uma questão ou evento para reduzir seu impacto negativo na opinião pública. Por exemplo, uma empresa cujo produto mais vendido apresenta um problema grave de segurança pode "reformular" o problema criticando a segurança dos produtos de seu principal concorrente ou destacando o risco associado a toda a categoria de produtos. Isso pode ser feito com um slogan "de efeito" ou uma frase de efeito que ajude a persuadir o público da perspectiva tendenciosa da empresa. Essa tática pode permitir que a empresa redirecione a atenção pública dos aspectos negativos de seu produto.
O spin é tipicamente um serviço prestado por assessores de mídia pagos e consultores especializados. As maiores e mais poderosas empresas podem ter funcionários internos especializados em spinning. Embora o spin seja muitas vezes considerado uma tática do setor privado, nos anos 1990 e 2000 alguns políticos e suas equipes foram acusados de usar táticas enganosas de spin para manipular ou enganar o público. O spin pode incluir "enterrar" informações negativas liberando-as no fim do expediente antes de um feriado prolongado; selecionar frases específicas de discursos anteriores de seu empregador ou de um político opositor para dar a impressão de que defendem uma determinada posição; ou vazar intencionalmente desinformação sobre um político ou candidato opositor para prejudicar sua imagem.

## História

### Ascensão do spin político
Edward Bernays foi chamado de "Pai das Relações Públicas". Ele ajudou empresas de tabaco e álcool a tornarem seus produtos socialmente aceitáveis e se orgulhava de seu trabalho como propagandista. Durante os anos 1990, o uso do spin por políticos e partidos se intensificou, especialmente no Reino Unido; o surgimento da cobertura jornalística 24 horas aumentou a pressão sobre jornalistas para fornecer conteúdo contínuo, o que, aliado à competição entre jornais e emissoras britânicas, reduziu a qualidade do conteúdo. Isso levou os jornalistas a dependerem mais da indústria de relações públicas para obter pautas, tornando-se mais suscetíveis ao spin.
O spin começou a ruir no Reino Unido com a saída de figuras-chave do governo Novo Trabalhismo, como Charlie Whelan, porta-voz de Gordon Brown, em 1999, e Alastair Campbell, secretário de imprensa de Tony Blair, em 2003. Com o avanço da tecnologia da informação no final do século XX, comentaristas como Joe Trippi sugeriram que o ativismo na Internet poderia reduzir a eficácia do spin ao oferecer contrapontos imediatos.

### Exemplos de mestres do spin
Mestres do spin podem ganhar atenção da mídia ou permanecer anônimos. No Reino Unido, exemplos incluem Jamie Shea (durante a Guerra do Kosovo como secretário de imprensa da OTAN), Charlie Whelan e Alastair Campbell.
Campbell, ex-jornalista, foi o motor de um governo que sabia controlar sua mensagem na mídia. Era visto como um "Vice-Primeiro-Ministro" inseparável de Blair. Ele conseguiu que Rupert Murdoch apoiasse um discurso de Blair em 1995, o que garantiu apoio de jornais britânicos influentes como The Sun e The Times. Posteriormente, Campbell admitiu que o spin contribuiu para a desconfiança pública em relação aos políticos e afirmou que o spin deveria acabar.
Shea elogiou o trabalho de Campbell. Em 1999, no início da intervenção da OTAN no Kosovo, Shea não tinha estratégia de mídia, mas Campbell e sua equipe o ensinaram a moldar a cobertura da mídia, o que lhe rendeu elogios do presidente Bill Clinton.

## Técnicas
Algumas técnicas de spin incluem:

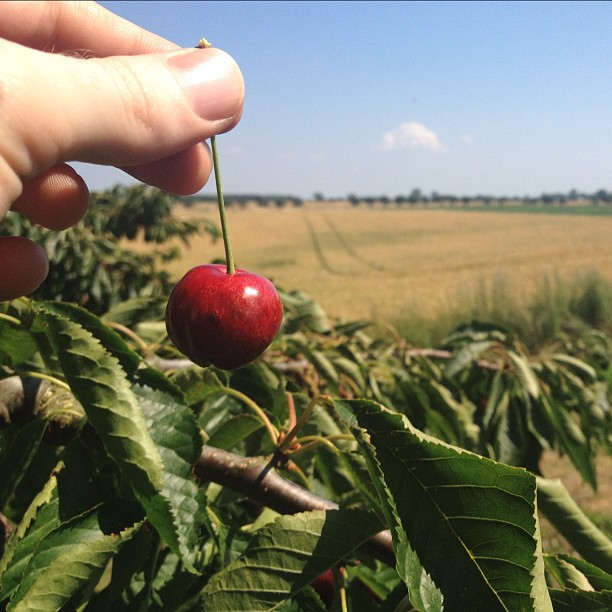
Selecionar cerejas (cherry picking) é uma prática de usar fatos seletivos para apresentação pública, como na agricultura.

- Apresentação seletiva de fatos e citações ("seleção de cerejas");
- Negação não-negada;
- Desculpa não-pedido de desculpas;
- "Erros foram cometidos", exemplo de linguagem de distanciamento;
- Discurso que pressupõe alegações não comprovadas ou evita a pergunta;[12]
- "Enterrar más notícias" com anúncios em momentos desfavoráveis;[3]
- Desvio de atenção;[13]
- Exposição limitada;
- Recompensar jornalistas alinhados;
- Impedir acesso a jornalistas críticos.[9]

Empresas também usaram depoimentos de clientes manipulados. Em 2009, a Comissão Federal de Comércio dos EUA atualizou leis para proibir essas práticas.

## Impacto nas eleições
O impacto dos mestres do spin é debatido. Nas eleições gerais de 1997 no Reino Unido, o Novo Trabalhismo teve vitória esmagadora, ajudado por jornais como The Sun, cortejados por Campbell. A manchete "The Sun apoia Blair" foi decisiva, aumentando a confiança da campanha. Um estudo de Ladd e Lenz mostrou que leitores de jornais que mudaram de partido aumentaram o voto em 19,4%, contra 10,8% entre os que não mudaram de leitura.